# Amerikaanse meerkoet
De Amerikaanse meerkoet (Fulica americana) behoort tot de familie van de rallen.

## Kenmerken
Deze koet lijkt sterk op de in Eurazië voorkomende meerkoet. Ze zijn ongeveer even groot. De witte bles is (overigens niet altijd) voorzien van twee roodbruine vlekken, een onder en een tegen de kruin aan. De snavel is ook breder en de poten zijn geelgroen tot vuilgeel oranje (de gewone meerkoet heeft donkergrijze poten). Verder heeft deze koet witte onderstaartdekveren.

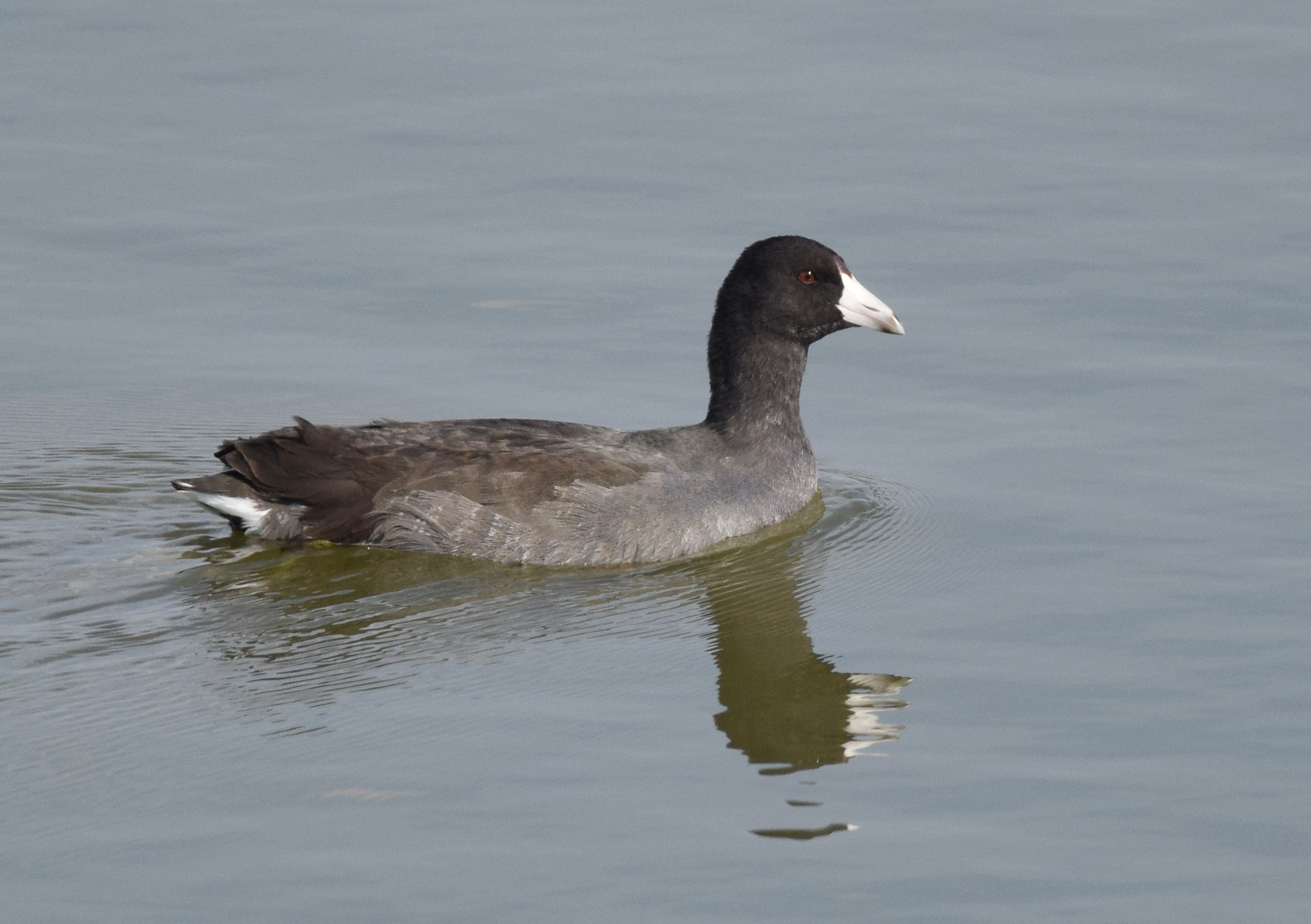
Amerikaanse meerkoet (witte onderstaartdekveren)
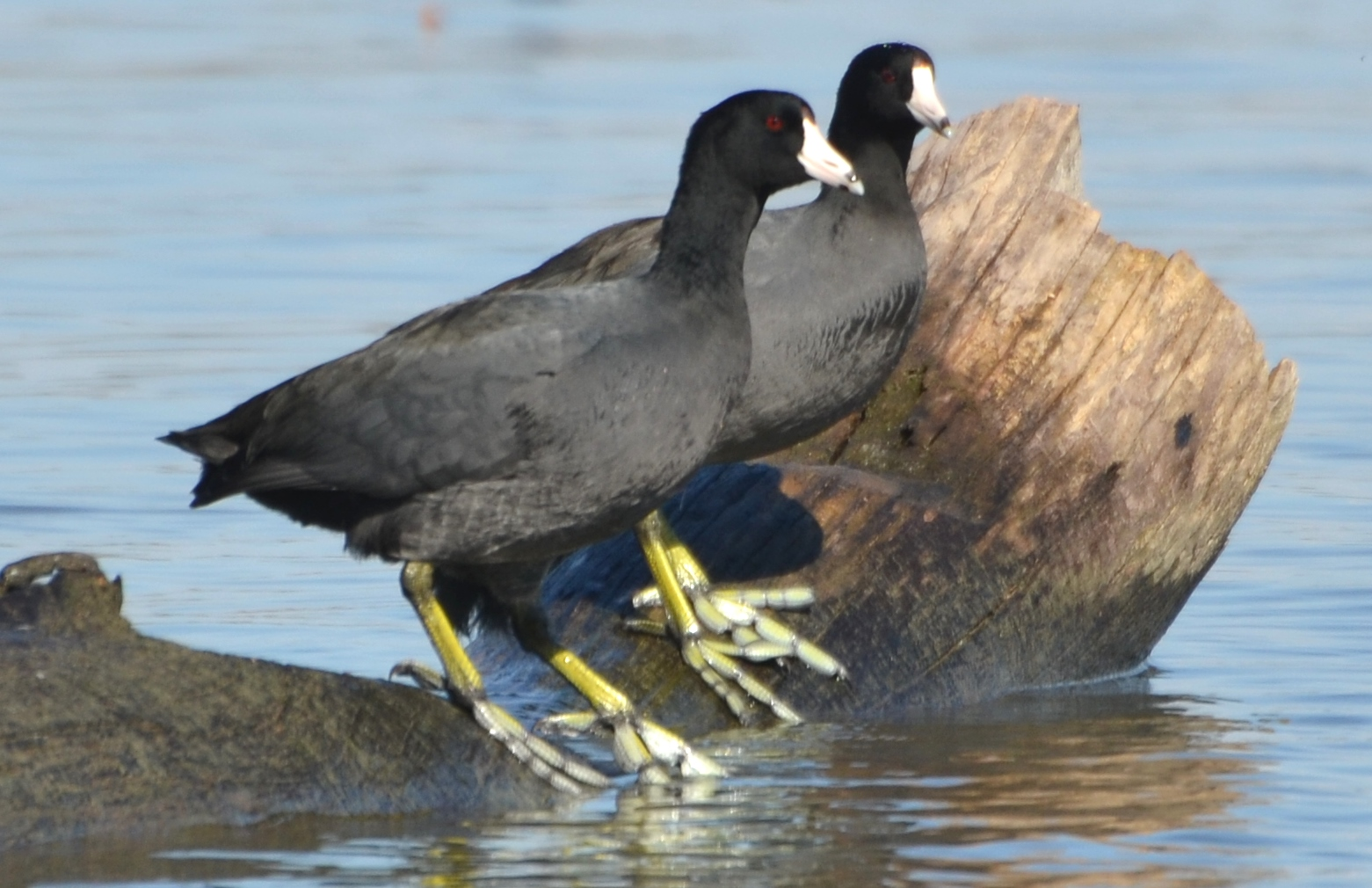
Amerikaanse meerkoet (geelgroene poten).

## Verspreiding en leefgebied
Deze soort komt voor in grote delen van Noord-Amerika, in Midden-Amerika en verstrooid in de noordelijke Andes en telt twee ondersoorten:
- F. a. americana: van zuidoostelijk Alaska en Canada tot Costa Rica en West-Indië.
- F. a. columbiana: Colombia en noordelijk Ecuador.

## Status
De grootte van de populatie wordt geschat op 6 miljoen volwassen vogels. Op de Rode lijst van de IUCN heeft deze soort de status niet bedreigd.